# كبوشي أبيض المقدمة
كبوشي أبيض المقدمة (الاسم العلمي: Cebus albifrons) (بالإنجليزية: White-fronted Capuchin)‏ هو نوع من الحيوانات يتبع جنس الكبوشي من فصيلة السعادين الكبوشية الشكل. كَبُّوشَي(كما يعرف عند العامة) وهو نوع من قرود أمريكا.